# Büsingen
Büsingen am Hochrhein är en kommun och ort i Landkreis Konstanz i regionen Schwarzwald-Baar-Heuberg i Regierungsbezirk Freiburg i förbundslandet Baden-Württemberg i Tyskland.  Kommunen ingår i kommunalförbundet Gottmadingen tillsammans med kommunerna Gailingen am Hochrhein och Gottmadingen.
Kommunen ligger öster om den schweiziska staden Schaffhausen och utgör en tysk exklav helt omgiven av schweiziskt territorium.
Området har en tull- och momsunion med Schweiz så att varor kan föras in därifrån, på liknande sätt som i Campione d’Italia och Liechtenstein.
1918 genomfördes en folkomröstning, där 96 % av Büsenborna röstade för att tillhöra Schweiz. Det blev däremot inte så, eftersom Schweiz inte kunde erbjuda Tyskland ett lämpligt område i utbyte.
Det finns ingen gränskontroll eller tullkontroll mot Schweiz. Däremot fick en gränskontroll passeras vid gränsen mellan Schweiz och egentliga Tyskland, även vid resor från Büsingen, innan Schweiz gick med i Schengenområdet 2008, och fortfarande tullkontroll. Officiell valuta är euro, men som kontantvaluta är schweizisk franc betydligt mer använd. Området har både tyska och schweiziska post- och riktnummer.
Fotbollsklubben FC Büsingen spelar i schweiziska division 4, den enda tyska klubben i schweiziska seriesystemet.